# Abeledos
Abeledos (llamada oficialmente San Vicente dos Abeledos) es una parroquia y una aldea del municipio español de Montederramo, en la provincia de Orense, Galicia.

## Toponimia
La parroquia también es conocida por el nombre de San Vicente de Abeledos.

## Geografía
La parroquia es atravesada por el río de Santiago; y algunos de sus afluentes estivales, como el arroyo de Arnufe.

## Organización territorial
La parroquia está formada por siete entidades de población:

### Entidades de población
Entidades de población que forman parte de la parroquia:
- Abeledos (Os Abeledos)[9]
- Alén
- Arnufe
- Folgoso
- Gorgullón (O Gorgullón)
- Penas (As Penas)

### Despoblado
Despoblado que forma parte de la parroquia:
- Currás (Os Currás)

## Demografía

### Parroquia
| Gráfica de evolución demográfica de Abeledos (parroquia) entre 2000 y 2022 |
|                                                                            |
| Datos según el nomenclátor publicado por el INE.                           |

### Aldea
| Gráfica de evolución demográfica de Os Abeledos (aldea) entre 2000 y 2022 |
|                                                                           |
| Datos según el nomenclátor publicado por el INE.                          |

## Economía
Su economía se basa principalmente en la industria porcina.